# Варварица
Варварица (мкд. Варварица) је насеље у Северној Македонији, у југоисточном делу државе. Варварица је у саставу општине Васиљево.

## Географија
Варварица је смештена у југоисточном делу Северне Македоније. Од најближег града, Струмице, насеље је удаљено 18 km северозападно.
Насеље Варварица се налази у историјској области Струмица. Насеље је положено на западним падинама планине Смрдеш, западно од Струмичког поља. Надморска висина насеља је приближно 670 метара. 
Месна клима је планинска због знатне надморске висине.

## Становништво
Варварица је према последњем попису из 2002. године имала свега 1 становника.
Већинско становништво у насељу су етнички Македонци (100%). 
Претежна вероисповест месног становништва је православље.